# Sigmundur Kristjánsson
Sigmundur Kristjánsson (ur. 9 października 1983) – islandzki piłkarz występujący na pozycji pomocnika.
W lidze islandzkiej rozegrał 64 spotkania i zdobył 7 bramek. Występował też w reprezentacjach Islandii do lat 17, 19 i 21.